# اداره ماموریت علمی
اداره ماموریت علمی (به انگلیسی: Science Mission Directorate (SMD)) اداره ملی هوانوردی و فضایی (ناسا) جامعه علمی ایالات متحده را درگیر می‌کند، از تحقیقات علمی پشتیبانی می‌کند، و ماهواره‌ها و کاوشگرها را با همکاری شرکای ناسا در سراسر جهان توسعه و مستقر می‌کند تا به پرسش‌های اساسی مورد نیاز به نما از و به فضا پاسخ دهد.